# روبيرتينو بيتري
روبيرتينو بيتري (بالإسبانية: Robertino Pietri)‏ مواليد 6 مايو 1985 في بويرتو لا كروز، هو متسابق دراجات نارية فنزويلي. نافس في بطولة العالم للسوبربايك.

## روابط خارجية
- روبيرتينو بيتري على موقع MotoGP.com (الإنجليزية)
- روبيرتينو بيتري على موقع WorldSBK.com (الإنجليزية)